# Balázs Rózsa
Balázs Rózsa, né le 26 novembre 1995 à Balassagyarmat, est un coureur cycliste hongrois. 

## Biographie
En 2014, il devient champion de Hongrie sur route chez les élites, à seulement dix-huit ans.

## Palmarès et résultats

### Palmarès sur route
- 2013
  - 3e du championnat de Hongrie sur route juniors
  - 3e du championnat de Hongrie du contre-la-montre juniors
- 2014
  -  Champion de Hongrie sur route
  -  Champion de Hongrie du contre-la-montre par équipes
- 2015
  - 3e du championnat de Hongrie du contre-la-montre espoirs
- 2024
  - 1re étape du Tour de Szeklerland

### Classements mondiaux
| Année                                 | 2014 | 2015 | 2016 | 2017 | 2018 | 2019  | 2020  | 2021  | 2022  | 2023 | 2024  |
| ------------------------------------- | ---- | ---- | ---- | ---- | ---- | ----- | ----- | ----- | ----- | ---- | ----- |
| Classement mondial                    |      |      | nc   | nc   | nc   | 2492e | 1433e | 2339e | 1749e | nc   | 2102e |
| UCI Europe Tour                       | 328e | nc   | nc   | nc   | nc   | 1583e | 1077e | 1561e | 1146e | nc   | nc    |
|                                       |      |      |      |      |      |       |       |       |       |      |       |
| Légende : nc = non classéSource : UCI |      |      |      |      |      |       |       |       |       |      |       |

### Palmarès en cyclo-cross
- 2013-2014
  -  Champion de Hongrie de cyclo-cross espoirs
- 2014-2015
  - 3e du championnat de Hongrie de cyclo-cross espoirs